# Ophiogomphus rupinsulensis
Ophiogomphus rupinsulensis là loài chuồn chuồn trong họ Gomphidae. Loài này được Walsh mô tả khoa học đầu tiên năm 1862.

## Hình ảnh

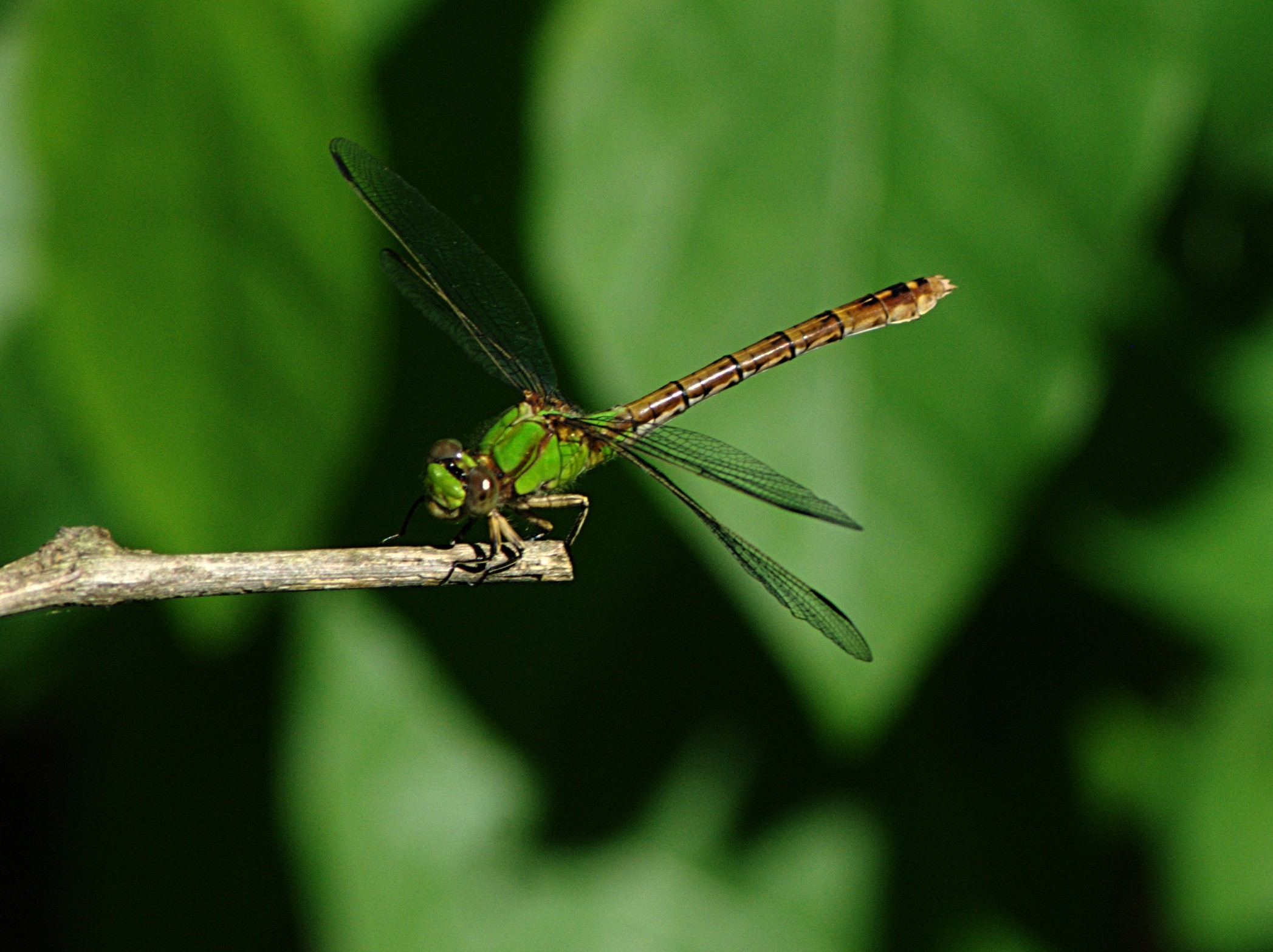
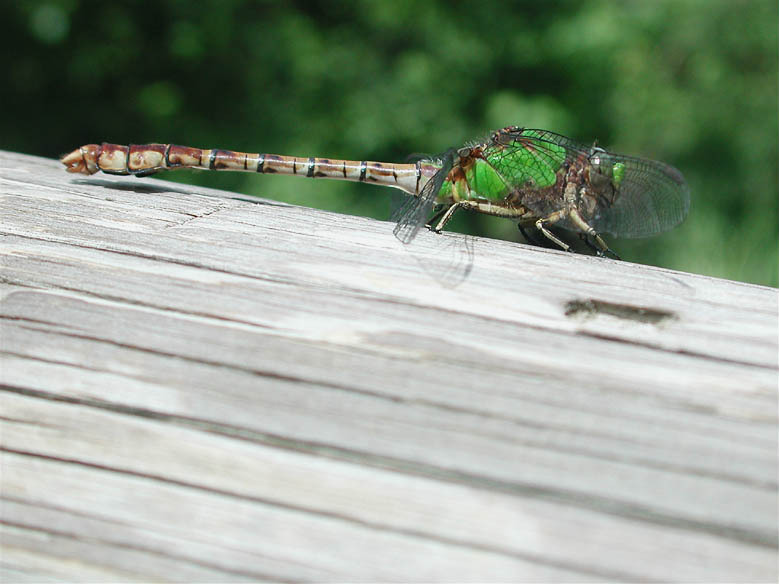